# Cup Tie Competition 1914
La Cup Tie Competition 1914, también conocida como Copa de Competencia Chevallier Boutell 1914, fue la decimoquinta edición de esta competencia organizada en conjunto por la Argentine Football Association y la Asociación Uruguaya de Football.
Se disputó el 20 de diciembre de 1914, en el antiguo estadio de Ferro Carril Oeste, y consagró como campeón al Club Atlético River Plate, quien obtuvo su primer título de carácter internacional. Los "darseneros", vencieron a Bristol Football Club por 1 a 0, gracias al gol marcado por Juan Bautista Gianetto a los 35 minutos del primer tiempo.

## Clubes clasificados

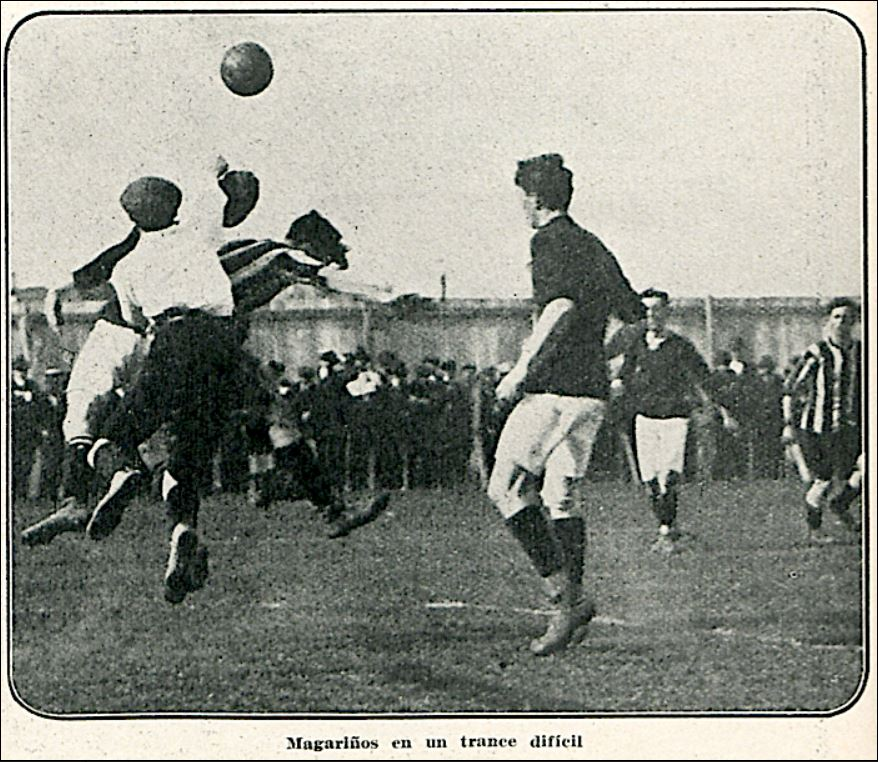
Escena del partido: River Plate vs Bristol FC. Cup Tie Competition 1914.

Se decidieron a lo largo del año 1914 a través de las Copas de Competencia de Argentina, y la Divisional Intermedia de Uruguay.
|  | Club Atlético River Plate |  | Argentina |  | Campeón de la Copa de Competencia Jockey Club (1914) |
|  | Bristol Football Club     |  | Uruguay   |  | Invitado - Campeón de Divisonal Intermedia 1914.     |

En marzo de ese 1914, se suscitó una ruptura de relaciones entre la “Liga Uruguaya de Football” y la “Asociación Argentina de Football”, por lo que las competiciones internacionales de clubes quedaron inicialmente suspendidas. 
El campeón uruguayo de copa fue Nacional, sin embargo, ante la imposibilidad de este para poder participar en el certamen, se decidió invitar a su antiguo clásico rival, el Bristol Football Club. El "elenco albinegro" fue invitado tras coronarse como campeón de la Divisonal Intermedia de 1914.
El campeón argentino de copa fue River Plate, elenco que había eliminado al poderoso Racing Club en semifinales, y disputaba su primer título internacional.
La misma se disputó en el antiguo estadio de Ferro Carril Oeste, lugar donde River transitoriamente hacia de local, tras sufrir un desalojo en sus instalaciones por parte de la Municipalidad de Buenos Aires.

## Desarrollo

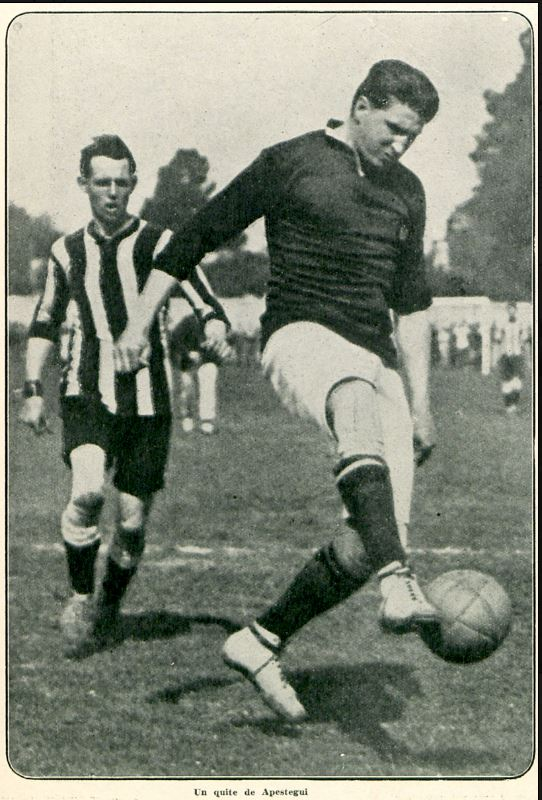
Martín Aphesteguy, seguido de cerca por Alberto Penney, delantero de River Plate. Cup Tie Competition 1914.

En la antesala del encuentro, Bristol presentó como refuerzos especiales para la ocasión, a tres habituales titulares del Seleccionado Uruguayo: Aphesteguy, Jorge Pacheco, y Pedro Zuazú; sumándose a Manuel Marenco, Emilio Bertone, y Omar Pérez; jugadores de selección que por aquel entonces ya pertenecían a Bristol. De esta manera, el conjunto de Montevideo lograba juntar a medio equipo de "La Celeste", y se perfilaba como el principal candidato en los medios uruguayos.
River Plate, por su parte, contaba con tres jugadores de Selección: Arturo Chiappe, Heriberto Simmons (quien finalmente no fue parte del encuentro), y Carlos Isola; arquero indiscutible que previamente había saltado a la fama por su destacada participación en los partidos amistosos de Argentina contra el Exeter City inglés.
En un partido parejo, con situaciones de gol para ambos equipos, la fortuna le sonrió a River. A los 35 minutos del primer tiempo, tras un centro mandado al área por Rodolfo Fraga, un fatídico despeje del defensa uruguayo Manuel Marenco, propició la anotación del delantero argentino Juan Gianetto.
En el segundo tiempo, el arquero uruguayo Magariños, le impidió el gol a Alberto Penney; mientras que Isola hizo lo propio con Barriola y Pérez. Sevesi convirtió un gol para River Plate, pero fue este anulado por offside. Finalmente el encuentro terminó 1 - 0 a favor de River, quien festejó su primer título internacional.

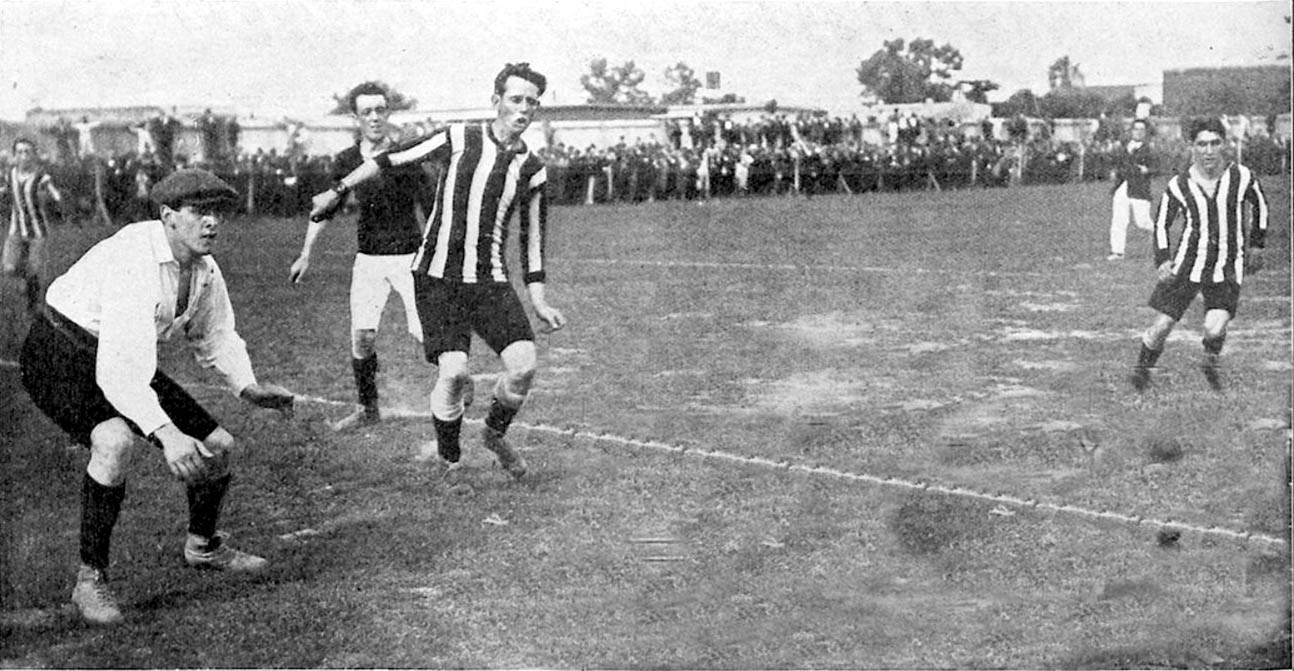
Mateo Magariños a la espera de un centro de River Plate. Cup Tie Competition 1914.

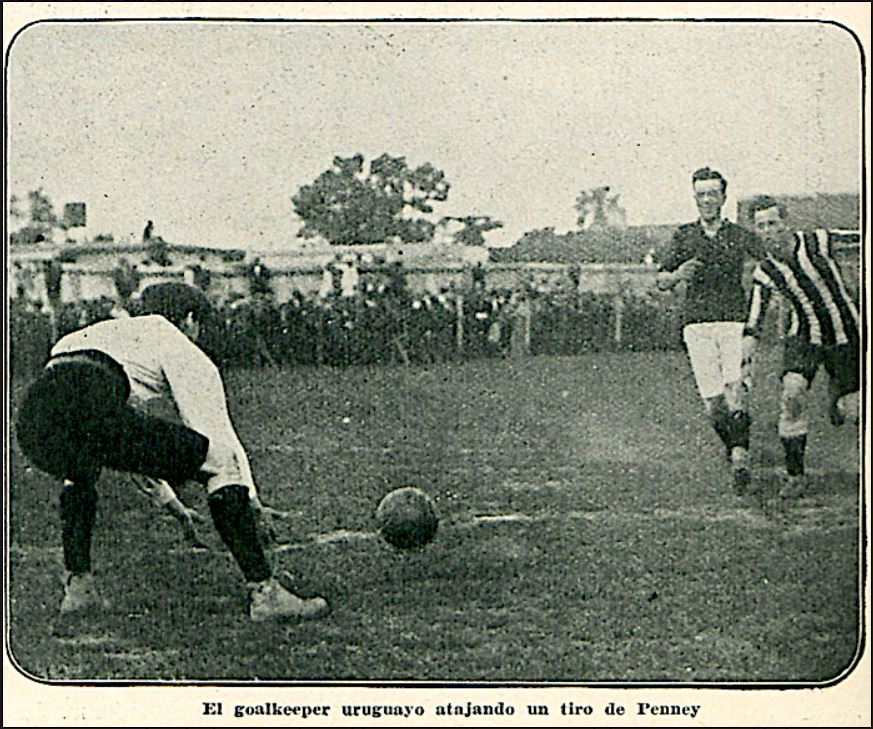
Mateo Magariños contiene un remate de Alberto Penney. Cup Tie Competition 1914.

## Partido
| Guardameta     | Carlos Isola         |  |
| Defensa        | Arturo Chiappe       |  |
| Defensa        | Agustín Lanata       |  |
| Centrocampista | Atilio Peruzzi       |  |
| Centrocampista | Cándido García       |  |
| Centrocampista | Alfredo Elli         |  |
| Delantero      | Rodolfo Fraga Patrao |  |
| Delantero      | Alberto Penney       |  |
| Delantero      | Juan Gianetto        |  |
| Delantero      | Alfredo Martín       |  |
| Delantero      | Juan Sevesi          |  |

| Guardameta     | Mateo Magariños Pittaluga |  |
| Defensa        | Martín Aphesteguy         |  |
| Defensa        | Manuel Marenco            |  |
| Centrocampista | Jorge Pacheco             |  |
| Centrocampista | Emilio Bertone            |  |
| Centrocampista | José Pedro Zuazú          |  |
| Delantero      | C. Pereira                |  |
| Delantero      | E. Castillo               |  |
| Delantero      | J. Barriola               |  |
| Delantero      | E. Chiesa                 |  |
| Delantero      | Omar Pérez                |  |

| Anotado | 35' | Juan Gianetto |

| Árbitro | Desconocido |

| Guardameta     | Carlos Isola         |  |
| Defensa        | Arturo Chiappe       |  |
| Defensa        | Agustín Lanata       |  |
| Centrocampista | Atilio Peruzzi       |  |
| Centrocampista | Cándido García       |  |
| Centrocampista | Alfredo Elli         |  |
| Delantero      | Rodolfo Fraga Patrao |  |
| Delantero      | Alberto Penney       |  |
| Delantero      | Juan Gianetto        |  |
| Delantero      | Alfredo Martín       |  |
| Delantero      | Juan Sevesi          |  |

| Guardameta     | Mateo Magariños Pittaluga |  |
| Defensa        | Martín Aphesteguy         |  |
| Defensa        | Manuel Marenco            |  |
| Centrocampista | Jorge Pacheco             |  |
| Centrocampista | Emilio Bertone            |  |
| Centrocampista | José Pedro Zuazú          |  |
| Delantero      | C. Pereira                |  |
| Delantero      | E. Castillo               |  |
| Delantero      | J. Barriola               |  |
| Delantero      | E. Chiesa                 |  |
| Delantero      | Omar Pérez                |  |

| Anotado | 35' | Juan Gianetto |

| Árbitro | Desconocido |

|                               |
| Bandera de Argentina          |
| Campeón River Plate 1º título |

| Predecesor: 1913 Nacional | Cup Tie Competition 1914 River Plate | Sucesor: 1915 Nacional |